# Академічні звання Петербурзької академії мистецтв
Академічні звання Петербурзької академії мистецтв — почесні звання, що присуджувалися художникам і архітекторам, вихованцям академії, та їх викладачам, а також вагомим колекціонерам, державним і громадським діячам за значні заслуги в галузі образотворчого мистецтва і архітектури.
Звання були затверджені відповідними статутами:
- академік, призначений (кандидат в академіки, 1764—1859);
- почесний член академії (1763—1918);
- почесний вільний общник (1766—1893);
- почесний любитель мистецтв (1763—1918).

Присудження цих звань відбувалося шляхом голосування щороку, на Публічних зборах академії.
Серед представників українського мистецтва, звання академіка були удостоєні:
- академіка гравюри — Тарас Шевченко (1860; за гравюри з картин Рембрандта ван Рея «Притча про робітників на винограднику» й Івана Соколова «Приятелі»);
- академіка живопису — Костянтин Трутовський (1860; за картину «Хоровод у Курській губернії»);
- академіка живопису — Володимир Орловський (1887; за картини «Захід сонця», «У степу», «Вечір»).

Почесними членами академії були представники українського мистецтва або інші митці й діячі науки, які працювали в Україні:
- живописець-мариніст Іван Айвазовський;
- археолог Іван Бартоломей;
- композитор і колекціонер живопису Дмитро Бортнянський;
- художник і музейний діяч Дмитро Григорович;
- колекціонер Богдан Ханенко;
- колекціонер Павло Харитоненко.

Почесними вільними общниками стали:
- художниця Марія Раєвська-Іванова;
- археолог Турвонт Кибальчич;
- колекціонер Григорій Тарновський.

Академіками стали:
архітектори
- Олексій Бекетов;
- Вікентій Беретті;
- Олександр Беретті;
- Микола Бонч-Бруєвич;
- Віктор Сичугов;
- Микола Толвинський

живописці
- Владислав Галімський;
- Киріак Костанді;
- Вільгельм Котарбінський;
- Геннадій Ладиженський;
- Дмитро Маляренко;
- Іван Саблуков;
- Михайло Сажин;
- Євген Столиця;
- Руфін Судковський;
- Микола Пимоненко;
- Харитон Платонов;
- Олександр Попов;
- Опанас Рокачевський;

скульптори
- Борис Едуардс;
- Пармен Забелло.

Згідно з Тимчасовим статутом академії 1893 року, що діяв до 1918 року, звання академіка було збережене і введено нове — дійсний член. Серед них:
живописці
- Микола Бодаревський;
- Віктор Васнецов;
- Микола Кузнецов;
- Костянтин Крижицький;
- Ігор Грабар;
- Архип Куїнджі;
- Ілля Рєпін;
- Франц Рубо;
- Валентин Сєров;
- Іван Похитонов;
- Опанас Розмарицин;

скульптори
- Марко Антокольський;
- Володимир Беклемішев;
- Леонід Позен.

Для викладачів академії з 1764 року було встановлено звання ректора, ад'юнкт-ректора (до 1802 року), радника, професора і радника (з 1802 року), заслуженого ректора, заслуженого професора (обидва — з 1830 року).
Вихованцям академії на щорічних публічних зборах присуджували звання «класного» або «вільного» (некласного) художника.